# Nadagara scitilineata
Nadagara scitilineata är en fjärilsart som beskrevs av Walker 1862. Nadagara scitilineata ingår i släktet Nadagara och familjen mätare. Inga underarter finns listade i Catalogue of Life.